# Yalkaparidon
Yalkaparidon, im Englischen auch bekannt als „Thingodontan“, ist eine Säugetiergattung des frühen und mittleren Miozäns. Sie gilt als Relikt von Gondwana.

## Namensherkunft
Der Gattungsname Yalkaparidon leitet sich vom Wort yalkapari der Aboriginalsprache Waanyi her, yalkapari bedeutet „Bumerang“. Somit ist Yalkaparidon der „Bumerangzahn“.

## Merkmale
Yalkaparidon war ein Tier von der Größe einer Ratte. Es besaß vorstehende und nachwachsende untere Schneidezähne und halbmondförmige Molaren. Vermutungen betreffend der Ernährung reichen von Eiern bis zu Larven, zumal die Zähne eine Ähnlichkeit zu Zähnen des Streifentenreks, eines rezenten madagassischen Insectivoren, aufweisen.

## Arten
Es sind zwei Arten bekannt:
- Yalkaparidon coheni Archer, Hand & Godthelp, 1988, lebte im frühen Miozän und gehört der Camel Sputum Lokalfauna von Riversleigh an.
- Yalkaparidon jonesi Archer, Hand & Godthelp, 1988, lebte im mittleren Miozän und gehört der Dwornamor Lokalfauna von Riversleigh an.